# جاسم محمد صالح (عسكري)
جاسم محمد صالح هو لواء بعثي عراقي من الدرجة الثانية، قاد الجيش العراقي تحت حكم صدام حسين. تسلم جاسم السيطرة على مدينة الفلوجة، بعد فشل القوات الأمريكية في السيطرة عليها، على أمل أن يتمكن من استعادة النظام فيها.
كان جاسم سابقًا رئيس أركان في الحرس الجمهوري وقاد فيما بعد فرقة المشاة 38 في الجيش العراقي، وكان متمركزًا في العمارة عام 1991 للمساهمة في قمع الانتفاضة الشعبانية.
وافق جاسم على تقديم تقارير رسمية إلى الجنرال الأمريكي جيمس ت. كونواي، الذي نظم عملية النقل دون التشاور مع رؤسائه الأمريكيين. لم تستغرق المناقشات حول الصفقة سوى أقل من أسبوع، بعد أن تواصل جاسم مع مشاة البحرية الأمريكية واعدًا بأنه يمكنه السيطرة على المدينة.
جاسم، وهو من مواليد الفلوجة، كان عضوًا بارزًا في أكبر قبيلة في المدينة وله صلة قرابة وثيقة بزعيمها.
كان جاسم يرتدي زي الحرس الجمهوري عند دخوله الفلوجة مع 200 جندي، وكان يرفع علم العراق، الذي ألغاه مجلس الحكم العراقي قبل بضعة أيام. كما وضع علمًا كبيرًا عند مدخل المدينة.
أثار جاسم جدلاً عندما صرح في الثاني من مايو بعدم وجود مقاتلين أجانب في الفلوجة. دفع هذا التصريح، بالإضافة إلى اكتشاف تورط جاسم في فظائع ضد الأكراد خلال الحرب العراقية الإيرانية، السلطات العسكرية الأمريكية إلى إعلان أنه لن يُسمح له بتسلم القيادة بعد الآن. وبعد يومين أُعلن أن محمد لطيف سوف يتولى السيطرة على الفلوجة بدلاً منه.

## وصلات خارجية
- ضابط عراقي سابق يشكل وحدة لإعادة الهدوء للفلوجة.
- اللواء العراقي السابق جاسم محمد صالح يقول إنه لا يوجد مقاتلون أجانب في المدينة.